# Txetxè
El txetxè o txetxé és la llengua pròpia de Txetxènia, actualment part de Rússia, parlada per prop d'1 milió de persones. Pertany a la família lingüística caucàsica del Nord i s'escriu amb l'alfabet ciríl·lic (tot i que està creixent l'ús de l'alfabet llatí per motius nacionalistes antirussos
).
Té un sistema fonètic molt complex, amb més d'un so únic: inclou una seixantena de fonemes segons el dialecte. El seu vocabulari està format per un elevat nombre de manlleus d'altres idiomes. Té una rica flexió de casos però no existeix el gènere. Com a curiositat, cal destacar que els verbs no tenen persona gramatical.
El txetxè compta amb pocs documents escrits a causa de la repressió que han sofert els seus parlants. Actualment, els txetxens estan intentant revitalitzar el seu idioma i l'han introduït de nou a l'escola com a llengua d'ensenyament.
Juntament amb l'ingúix i el batsi forma la família nakh. Res distingeix als txetxens dels ingúixos, i la llengua d'aquests darrers és només un dialecte del txetxè el qual està dividit en tres dialectes: l'ingúix, el čaberloy o alt txetxè (de les muntanyes) i el baix txetxè (de la plana); aquest darrer és la base de la llengua literària que el 1925 va adoptar un alfabet llatí (abans es va fer un intent d'escriure en caràcters àrabs); l'ingúix va esdevenir llengua literària el 1933 també amb alfabet llatí. El 1934 les dues llengües es van unir en el txetxè-ingúix i el 1938 es va adoptar l'alfabet ciríl·lic. Posteriorment les dues llengües es van separar altre cop després del 1957, separació que s'ha mantingut.

## Literatura txetxena
Anterior al segle XX es conreà el gènere nazmy, procedents de l'època de les guerres caucasianes, que canten als herois (Kunta Hadji, Imam Xamil) o la vida del profeta Mahoma. A començaments del segle XX alguns txetxens educats van escriure en àrab, com S. Gaisumov, Sh. Sugaipov, A. Tuchayev, autors de poemes d'amor i elegies, i d'altres traduïren tractats àrabs al txetxè. Per altra banda, Chakh-Akhriyev i V.Laudayev van compondre tractats d'etnografia i història txetxenes en rus.
Nazarbek i Aslambek Xeripov van intentar escriure el 1912 les primers obres de teatre en txetxè, ambientades en la història i la tradició, traduïren peces de Puixkin i Lev Tolstoi, i compongueren la popular cançó Asir-abrek. Aslambek (mort el 1919), endemés, era periodista i participà en els cercles democràtics de Grozni. També destacaren els germans Akhmetkhan i Ismail Mutuixev (mort el 1919), periodistes que col·laboraren a la columna musulmana del diari de Sant Petersburg Novaya Rus i englobats en la djadid, partidaris de fer un alfabet txetxè. Ismail fou perseguit per autoritats tsaristes i morí el 1919, i Akhmetkhan s'uní als soviètics i formà part del Soviet Txetxè el 1922.
Els primers autors aparegueren durant la sovietització dels anys vint. Entre els txetxens destacaren Said Badujev (1904-1943), heroi soviètic que escriví els primers novel·les com Petimat (1930) i Adat (1930); Saidbej Arsanov (1889-1967), amb Quan l'amistat es comença a conèixer (1956); Nurdin Muzajev (1913) amb les novel·les Mekkash Mirza (1940) i Selin Pesa (1959); Raïssa Akhmàtova (1928-1992) amb els poemes San Seda (Amor difícil, 1963); Abdullah Khamidov (1920-1969) amb Sovdat i Daud (1958), Els immortals (1969) i els traduccions al txetxè de Tolstoi i l'Otelo; Magomet Mamakajev (1910-1973) amb Lattani Iovkho (Terra de Martan, 1970) i Taip, el clan txetxè (1962) i S. Aiskhanov (1907-1937), Kh. Oshaev (898-1977) i U. Gaisultanov (1920). Entre els darreres més coneguts hi ha Yalimkhan Khasbulatov, president de la Unió d'Escriptors Txetxens, Khavas Akbiyev, Ruslan Iusúpov, Khozh-Baudin Borkhadzhiev, Ruslan Nashkhoev, Inna Arsanova i Umar Saiev.